# Gaspard de Besse (film)
Pour plus de détails, voir Fiche technique et Distribution.
Gaspard de Besse est un film français réalisé par André Hugon, sorti en 1935, adapté du roman Gaspard de Besse - un bandit à la française (1919), de Jean Aicard. Le film est très librement inspiré de l'histoire de Gaspard Bouis, dit Gaspard de Besse, le « Mandrin provençal », à la fin du XVIIIe siècle.

## Synopsis
Le forgeron Samplan raconte à son ouvrier Gaspard Bouis, fasciné, l’histoire de Mandrin 25 ans auparavant. Le père de Gaspard, ne pouvant rembourser l’usurier Cabasse, a pour seule solution de lui emprunter davantage. Il fait don de sa maison à son fils et à Samplan, qui devront rembourser Cabasse cinq ans plus tard.
Lorsque le prêt arrive à terme, Samplan et Gaspard ne peuvent honorer l’échéance et Cabasse fait saisir la maison. La même nuit, le fils d’un juge du parlement d’Aix et ses amis, ivres, pendent par jeu le père de Gaspard. Gaspard révolté décide de prendre le maquis pour voler les riches et donner aux pauvres. Il constitue une bande dont il est le capitaine et fait de Samplan son lieutenant. La légende de Gaspard de Besse est née.
Ses exploits lui valent une grande popularité parmi le peuple, mais un autre Gaspard, Dieulefit, bandit et assassin sans vergogne, nuit à cette réputation.Entre-temps, Gaspard et Thérèse, la nièce de Cabasse sont tombés amoureux et celle-ci se rend compte de l’avarice et de la dureté de son oncle. Elle rejoint Gaspard qui ne parvient pas à l’en dissuader.
Gaspard est arrêté alors qu’il pourchassait Dieulefit. Samplan déguisé en moine, prétendant le confesser, parvient à lui passer une lime pour échapper de sa chaîne et revient la nuit avec sa bande pour le délivrer. Apprenant que les juges du parlement au complet vont souper à la campagne chez l’archevêque d’Aix, Gaspard attaque le convoi et fait juger les juges, que Samplan pend en effigie. Mais l’officier de leur escorte a pu partir chercher des renforts, qui arrivent en nombre. Gaspard se livre alors sur la promesse que ses comparses seront libres. Plus tard, le parlement fait rouer Gaspard en le faisant prendre pour Dieulefit, aussi détesté que Gaspard est aimé, et Samplan est tué en tentant de le délivrer.

## Fiche technique
- Titre : Gaspard de Besse
- Réalisation : André Hugon
- Scénario et dialogues : Carlo Rim, d'après le roman de Jean Aicard, de l'Académie française.
- Son : Ivan Hugon
- Musique : Jacques Janin et Carlo Rim
- Société de production : Les Productions André Hugon
- Société de distribution : Les Distributeurs Français
- Pays d'origine :  France
- Format : Noir et blanc - Mono - 35 mm
- Genre : Drame
- Durée : 110 minutes
- Date de sortie : 
  - France : 18 décembre 1935

## Distribution
- Raimu : Samplan
- Antonin Berval : Gaspard
- Nicole Vattier : Thérèse
- Milly Mathis : Toinon
- Antoine Balpêtré : Cabasse
- Jacqueline Laurent : la fille du geôlier
- Janine Borelli : la voyageuse
- Robert Vattier : La Griffe
- Pierre Feuillère : Séraphin Cocarel
- Frédéric Mariotti : Morillon
- Pierre Juvenet : le juge des Saquetes
- Paul Amiot : le juge Cocarel
- Lucien Brûlé : le président Marin
- Armand Larcher : Pistolet
- Marcel Maupi : Tirebouchon
- Georges Dorival : Mirabeau
- Gaston Dubosc : Maître Bouis
- Jean Joffre : Maître Vincent
- Fernand Flament : le brigadier
- Dalquier : Bedaine
- Madeleine de Charpin

## Autour du film
André Hugon a également adapté au cinéma deux autres œuvres de l'Académicien Jean Aicard : Maurin des Maures (1932) et L'Illustre Maurin (1933).